# Роте, Август Фридрих
Август Фридрих Роте (нем. August Friedrich Rothe; 4 февраля 1696, Зондерсхаузен — 4 июля 1784, Зондерсхаузен) — немецкий скрипач и дирижёр.
Сын и ученик зондерсхаузенского капельмейстера Иоганна Кристофа Роте. Всю жизнь, за исключением краткого периода работы в Байройте в 1723—1724 гг., проработал в придворной капелле своего родного города, занимал пульт концертмейстера, в 1766—1780 гг. возглавлял её. Высокая оценка исполнительского мастерства Роте восходит к изданному вскоре после его смерти музыкальному словарю Э. Л. Гербера.
Брат, Иоганн Эрнст Роте (1688—1774) — оперный певец (бас), работавший в разных немецких городах.